# Tanguingui (Masbate)
Tanguingui, englisch Tanguingui Island, ist eine kleine philippinische Insel im Osten der Sibuyan-See, etwa 6 km nordwestlich der Insel Burias.

## Geographie
Die Form der Tanguingui-Insel erinnert an einen kleinen auf der Schwanzflosse stehenden Fisch. Tanguingui ist etwa 500 m lang und bis zu 250 m breit. Zwischen Tanguingui und Brurias befindet sich die Insel Busing.

## Verwaltung
Tanguingui gehört zur philippinischen Provinz Masbate.